# Elezioni comunali in Veneto del 2020
Il 20-21 settembre 2020, con eventuali turni di ballottaggio il 4-5 ottobre, in Veneto si sono tenute le elezioni per il rinnovo di 40 consigli comunali.

## Riepilogo sindaci eletti
Coalizione di centro-destra
     Lega
     Coalizione di centro-sinistra
| Provincia | Comune              | Sindaco uscente | Sindaco uscente              | Sindaco eletto | Sindaco eletto               | Primo turno | Primo turno | Secondo turno | Secondo turno | Seggi   |
| Provincia | Comune              | Sindaco uscente | Sindaco uscente              | Sindaco eletto | Sindaco eletto               | Voti        | %           | Voti          | %             | Seggi   |
| --------- | ------------------- | --------------- | ---------------------------- | -------------- | ---------------------------- | ----------- | ----------- | ------------- | ------------- | ------- |
| Venezia   | Portogruaro         |                 | Maria Teresa Senatore (Ind.) |                | Florio Favero (Lega)         | 4.090       | 30,55       | 6.290         | 55,01         | 10 / 16 |
| Venezia   | Venezia             |                 | Luigi Brugnaro (Ind.)        |                | Luigi Brugnaro (Ind.)        | 66.750      | 54,14       | —             | —             | 22 / 36 |
| Treviso   | Castelfranco Veneto |                 | Stefano Marcon (Lega)        |                | Stefano Marcon (Lega)        | 8.486       | 47,38       | 7.358         | 51,68         | 15 / 24 |
| Vicenza   | Lonigo              |                 | Luca Restello (Lega)         |                | Pier Luigi Giacomello (Ind.) | 3.951       | 50,55       | —             | —             | 10 / 16 |

## Elezioni comunali
Città metropolitana di Venezia 
 Portogruaro 
| Candidati                      | Candidati                     | II Turno                      | II Turno              | I Turno | I Turno | Liste                | Voti   | %     | Seggi |
| Candidati                      | Candidati                     | Voti                          | %                     | Voti    | %       | Liste                | Voti   | %     | Seggi |
| ------------------------------ | ----------------------------- | ----------------------------- | --------------------- | ------- | ------- | -------------------- | ------ | ----- | ----- |
|                                | Florio Favero ✔️ Sindaco      | 6.290                         | 55,01                 | 4.090   | 30,55   | Lega                 | 2.371  | 18,52 | 4     |
| Forza Portogruaro              | Florio Favero ✔️ Sindaco      | 6.290                         | 55,01                 | 4.090   | 30,55   | 689                  | 5,38   | 1     |       |
| Lista Toffolo                  | Florio Favero ✔️ Sindaco      | 6.290                         | 55,01                 | 4.090   | 30,55   | 407                  | 3,18   | -     |       |
| Lista Rambuschi                | Florio Favero ✔️ Sindaco      | 6.290                         | 55,01                 | 4.090   | 30,55   | 241                  | 1,88   | -     |       |
| Destra Lemene                  | Florio Favero ✔️ Sindaco      | 6.290                         | 55,01                 | 4.090   | 30,55   | 139                  | 1,09   | -     |       |
| Portogruaro Futura             | Florio Favero ✔️ Sindaco      | 6.290                         | 55,01                 | 4.090   | 30,55   | 95                   | 0,74   | -     |       |
|                                | Stefano Santandrea            | 5.145                         | 44,99                 | 4.955   | 37,02   | Partito Democratico  | 2.043  | 15,96 | 3     |
| Per Stefano Santandrea Sindaco | Stefano Santandrea            | 5.145                         | 44,99                 | 4.955   | 37,02   | 967                  | 7,55   | 1     |       |
| Città per l'Uomo               | Stefano Santandrea            | 5.145                         | 44,99                 | 4.955   | 37,02   | 883                  | 6,90   | 1     |       |
| #tuttaunaltraportogruaro       | Stefano Santandrea            | 5.145                         | 44,99                 | 4.955   | 37,02   | 466                  | 3,64   | -     |       |
| Articolo Uno                   | Stefano Santandrea            | 5.145                         | 44,99                 | 4.955   | 37,02   | 328                  | 2,56   | -     |       |
| Seggio al candidato sindaco    | Seggio al candidato sindaco   | Seggio al candidato sindaco   | 44,99                 | 4.955   | 37,02   | 1                    |        |       |       |
|                                | Maria Teresa Senatore         | Maria Teresa Senatore         | Maria Teresa Senatore | 3.459   | 25,84   | Senatore Sindaco (A) | 1.952  | 15,25 | 3     |
| Fratelli d'Italia (A)          | Maria Teresa Senatore         | Maria Teresa Senatore         | Maria Teresa Senatore | 3.459   | 25,84   | 886                  | 6,92   | 1     |       |
| Forza Italia (A)               | Maria Teresa Senatore         | Maria Teresa Senatore         | Maria Teresa Senatore | 3.459   | 25,84   | 303                  | 2,37   | -     |       |
| Liberi Insieme (A)             | Maria Teresa Senatore         | Maria Teresa Senatore         | Maria Teresa Senatore | 3.459   | 25,84   | 170                  | 1,33   | -     |       |
| Seggio alla candidata sindaca  | Seggio alla candidata sindaca | Seggio alla candidata sindaca | Maria Teresa Senatore | 3.459   | 25,84   | 1                    |        |       |       |
|                                | Graziano Padovese             | Graziano Padovese             | Graziano Padovese     | 595     | 4,44    | Città del Lemene (B) | 452    | 3,53  | -     |
| 7 Frazioni in Comune (B)       | Graziano Padovese             | Graziano Padovese             | Graziano Padovese     | 595     | 4,44    | 134                  | 1,05   | -     |       |
|                                | Ennio Vit                     | Ennio Vit                     | Ennio Vit             | 287     | 2,14    | Comitati Civici      | 278    | 2,17  | -     |
| Totale                         | Totale                        | 11.435                        | 100                   | 13.386  | 100     |                      | 12.804 | 100   | 16    |

Le liste contrassegnate con (A) sono apparentate al secondo turno con Florio Favero.
Le liste contrassegnate con (B) sono apparentate al secondo turno con Stefano Santandrea.
 Venezia 
| Candidati                                     | Candidati                     | Voti                          | %     | Liste                                                       | Voti    | %     | Seggi |
| --------------------------------------------- | ----------------------------- | ----------------------------- | ----- | ----------------------------------------------------------- | ------- | ----- | ----- |
|                                               | Luigi Brugnaro ✔️ Sindaco     | 66.750                        | 54,14 | Luigi Brugnaro Sindaco                                      | 37.916  | 31,67 | 14    |
| Lega                                          | Luigi Brugnaro ✔️ Sindaco     | 66.750                        | 54,14 | 14.806                                                      | 12,37   | 5     |       |
| Fratelli d'Italia                             | Luigi Brugnaro ✔️ Sindaco     | 66.750                        | 54,14 | 7.855                                                       | 6,56    | 2     |       |
| Forza Italia                                  | Luigi Brugnaro ✔️ Sindaco     | 66.750                        | 54,14 | 3.255                                                       | 2,72    | 1     |       |
| Le Città                                      | Luigi Brugnaro ✔️ Sindaco     | 66.750                        | 54,14 | 1.148                                                       | 0,96    | -     |       |
|                                               | Pier Paolo Baretta            | 36.092                        | 29,27 | Partito Democratico                                         | 22.964  | 19,18 | 7     |
| Verde Progressista                            | Pier Paolo Baretta            | 36.092                        | 29,27 | 5.907                                                       | 4,93    | 1     |       |
| Venezia è Tua (+Venezia - IV - PSI)           | Pier Paolo Baretta            | 36.092                        | 29,27 | 4.308                                                       | 3,60    | 1     |       |
| Svolta in Comune (IiC - Volt)                 | Pier Paolo Baretta            | 36.092                        | 29,27 | 952                                                         | 0,80    | -     |       |
| Idea Comune                                   | Pier Paolo Baretta            | 36.092                        | 29,27 | 789                                                         | 0,66    | -     |       |
| Seggio al candidato sindaco                   | Seggio al candidato sindaco   | Seggio al candidato sindaco   | 29,27 | 1                                                           |         |       |       |
|                                               | Marco Gasparinetti            | 5.005                         | 4,06  | Terra e Acqua                                               | 4.848   | 4,05  | -     |
| Seggio al candidato sindaco                   | Seggio al candidato sindaco   | Seggio al candidato sindaco   | 4,06  | 1                                                           |         |       |       |
|                                               | Sara Visman                   | 4.822                         | 3,91  | Movimento 5 Stelle                                          | 4.716   | 3,94  | -     |
| Seggio alla candidata sindaca                 | Seggio alla candidata sindaca | Seggio alla candidata sindaca | 3,91  | 1                                                           |         |       |       |
|                                               | Stefano Zecchi                | 4.344                         | 3,52  | Partito dei Veneti                                          | 4.228   | 3,53  | -     |
| Seggio al candidato sindaco                   | Seggio al candidato sindaco   | Seggio al candidato sindaco   | 3,52  | 1                                                           |         |       |       |
|                                               | Giovanni Andrea Martini       | 4.305                         | 3,49  | Tutta la Città Insieme!                                     | 3.023   | 2,53  | -     |
| Per Mestre e Venezia - Ecologia e Solidarietà | Giovanni Andrea Martini       | 4.305                         | 3,49  | 1.083                                                       | 0,90    | -     |       |
| Seggio al candidato sindaco                   | Seggio al candidato sindaco   | Seggio al candidato sindaco   | 3,49  | 1                                                           |         |       |       |
|                                               | Alessandro Busetto            | 807                           | 0,65  | Partito Comunista dei Lavoratori                            | 783     | 0,65  | -     |
|                                               | Marco Sitran                  | 605                           | 0,49  | Civica Sitran                                               | 553     | 0,46  | -     |
|                                               | Maurizio Callegari            | 570                           | 0,46  | Italia Giovane Solidale - Vox Italia - Partito Valore Umano | 570     | 0,48  | -     |
| Totale                                        | Totale                        | 123.300                       | 100   |                                                             | 119.697 | 100   | 36    |

 Provincia di Treviso 
 Castelfranco Veneto 
| Candidati                            | Candidati                     | II Turno                      | II Turno          | I Turno | I Turno | Liste                        | Voti   | %     | Seggi |
| Candidati                            | Candidati                     | Voti                          | %                 | Voti    | %       | Liste                        | Voti   | %     | Seggi |
| ------------------------------------ | ----------------------------- | ----------------------------- | ----------------- | ------- | ------- | ---------------------------- | ------ | ----- | ----- |
|                                      | Stefano Marcon ✔️ Sindaco     | 7.358                         | 51,68             | 8.486   | 47,38   | Lega                         | 3.751  | 22,13 | 7     |
| Marcon Sindaco                       | Stefano Marcon ✔️ Sindaco     | 7.358                         | 51,68             | 8.486   | 47,38   | 2.687                        | 15,85  | 5     |       |
| Fratelli d'Italia                    | Stefano Marcon ✔️ Sindaco     | 7.358                         | 51,68             | 8.486   | 47,38   | 976                          | 5,76   | 2     |       |
| Forza Italia                         | Stefano Marcon ✔️ Sindaco     | 7.358                         | 51,68             | 8.486   | 47,38   | 731                          | 4,31   | 1     |       |
|                                      | Sebastiano Sartoretto         | 6.880                         | 48,32             | 4.489   | 25,06   | Democratici per Castelfranco | 2.103  | 12,41 | 2     |
| Castelfranco Merita                  | Sebastiano Sartoretto         | 6.880                         | 48,32             | 4.489   | 25,06   | 1.277                        | 7,53   | 1     |       |
| Castelfranco Civica                  | Sebastiano Sartoretto         | 6.880                         | 48,32             | 4.489   | 25,06   | 757                          | 4,47   | 1     |       |
| Seggio al candidato sindaco          | Seggio al candidato sindaco   | Seggio al candidato sindaco   | 48,32             | 4.489   | 25,06   | 1                            |        |       |       |
|                                      | Maria Gomierato               | Maria Gomierato               | Maria Gomierato   | 3.141   | 17,54   | Noi la Civica                | 2.055  | 12,12 | 2     |
| Lista Azzolin - Castelfranco Rinasce | Maria Gomierato               | Maria Gomierato               | Maria Gomierato   | 3.141   | 17,54   | 914                          | 5,39   | -     |       |
| Seggio alla candidata sindaca        | Seggio alla candidata sindaca | Seggio alla candidata sindaca | Maria Gomierato   | 3.141   | 17,54   | 1                            |        |       |       |
|                                      | Lorenzo Zurlo                 | Lorenzo Zurlo                 | Lorenzo Zurlo     | 1.210   | 6,76    | Punto d'Incontro             | 1.135  | 6,70  | -     |
| Seggio al candidato sindaco          | Seggio al candidato sindaco   | Seggio al candidato sindaco   | Lorenzo Zurlo     | 1.210   | 6,76    | 1                            |        |       |       |
|                                      | Cristian Bernardi             | Cristian Bernardi             | Cristian Bernardi | 585     | 3,27    | Movimento 5 Stelle           | 565    | 3,33  | -     |
| Totale                               | Totale                        | 14.238                        | 100               | 17.911  | 100     |                              | 16.951 | 100   | 24    |

 Provincia di Vicenza 
 Lonigo 
| Candidati                     | Candidati                        | Voti                          | %     | Liste                     | Voti  | %     | Seggi |
| ----------------------------- | -------------------------------- | ----------------------------- | ----- | ------------------------- | ----- | ----- | ----- |
|                               | Pier Luigi Giacomello ✔️ Sindaco | 3.951                         | 50,55 | Con Giacomello per Lonigo | 1.684 | 22,78 | 5     |
| Siamo Lonigo                  | Pier Luigi Giacomello ✔️ Sindaco | 3.951                         | 50,55 | 775                       | 10,48 | 2     |       |
| Lonigo Democratica e Solidale | Pier Luigi Giacomello ✔️ Sindaco | 3.951                         | 50,55 | 750                       | 10,15 | 2     |       |
| Lonigo Guarda Avanti          | Pier Luigi Giacomello ✔️ Sindaco | 3.951                         | 50,55 | 528                       | 7,14  | 1     |       |
|                               | Francesca Dovigo                 | 3.446                         | 44,09 | Lega                      | 1.419 | 19,20 | 3     |
| #Dovigo Sindaco               | Francesca Dovigo                 | 3.446                         | 44,09 | 1.299                     | 17,57 | 2     |       |
| Fratelli d'Italia             | Francesca Dovigo                 | 3.446                         | 44,09 | 334                       | 4,52  | -     |       |
| Forza Italia                  | Francesca Dovigo                 | 3.446                         | 44,09 | 216                       | 2,92  | -     |       |
| Seggio alla candidata sindaca | Seggio alla candidata sindaca    | Seggio alla candidata sindaca | 44,09 | 1                         |       |       |       |
|                               | Giovanna Battaglia               | 419                           | 5,36  | Lonigo Vale               | 387   | 5,24  | -     |
| Totale                        | Totale                           | 7.816                         | 100   |                           | 7.392 | 100   | 16    |